# Салман Кхан
Салман Кхан (урду سلمان خ, гінді सलमान ख़ान; англ. Salman Khan, [səlmɑ ː n xɑ ː n]; повне ім'я: Абдул Рашид Салім Салман Кхан, нар. 27 грудня 1965 року, Індур, Індія) — індійський актор, вважається одним із найпопулярніших зірок Боллівуду. Салман знявся у величезній кількості фільмів, в основному — в амплуа сексуального героя-коханця.

## Походження прізвища
Прізвище Хан (Кхан) дісталась родині Салмана Кхана у спадок від тюркської династії Бабура в Індії і походить від тюркського титулу «хан».

## Ранні роки
Індійський кіноактор Салман Кхан (англ. Abdul Rashid Salim Salman Khan) народився в 1965 році в місті Індур, штат Мадх'я-Прадеш, Індія, в родині письменника і легендарного індійського сценариста, який брав участь у створенні таких культових фільмів, як «Помста і закон», «Зіта і Гіта» і «Містер Індія», мусульманина Саліма Кхана і художниці-індуїстки Сальми Кхан. Сина назвали в честь матері — Салман. Крім Салмана в сім'ї росло ще четверо дітей — Алвіра, Арбааз, Сохейл і Арпіта.
Дитинство Салмана було небезхмарним, йому довелось стати свідком сімейної драми. Сварки виникали тому, що мати почувала себе беззахисною, адже всім було відомо, що батько любив жінок і не відмовляв собі у випивці. Тому між Салманом і його братом Абразом, які шукали втіхи, встановились особливі зв'язки, які тривають все життя. Даючи інтерв'ю журналу «Стардаст» Салман скаже:
|  | «Мій батько постійно намагався пояснити мамі, як все було насправді, що у нього немає нічого з тими жінками. Але ревнощі з'їдали матір до краю» |

Бувало й таке, що батько бив своїх дітей. Одного разу хлопці, подивившись в кінотеатрі бойовик, прийшовши додому, почали імітувати бій. В кімнаті і на стінах залишились сліди їхньої гри. Це викликало страшний гнів батька і хлопці заховались від нього у ванній кімнаті, де батько не міг їх дістати. Проте, батько настирливо добивався їх виходу і навіть розбив вікно у ванній, що змусило хлопців вибратись зі схованки. Наслідком було жорстоке побиття, що спричинило велике потрясіння, яке хлопці не можуть забути по цей день.
Згодом батько сімейства привів у дім другу дружину, легендарну танцівницю і актрису Хелен, відому своїм унікальним стилем в одязі і танці. Це було великою трагедією для матері, але діти згодом полюбили її як рідну. В дитинстві хлопчик був дуже худим і як згадував його вчитель математики Шарме, він здивувався, коли пізніше на екранах побачив мускулистого красеня.
Салман навчався у середній школі Святого Станіслава в Бандарі, Мумбаї, дорогому районі, як і його молодші брати Арбааз та Сохейл. Особливих успіхів у навчанні не виявив, особливо не давалась йому математика. Батько, потрібно віддати належне, витрачав великі кошти на навчання сила, наймав репетиторів, бажаючи зробити з нього щось путяще. Салману постійно ставили в приклад Абраза, який мав відмінні успіхи в навчанні, але за це, як часто буває в таких випадках, не тримав зла на брата. В плані поведінки вчителі ніколи не скаржились на Салмана, за виключенням вчителя фізичного виховання, на уроках якого Салман проявляв свій непосидючий характер і постійно бешкетував, заявляючи, що болить живіт або, що підвернув ногу. До своїх однокласників та інших учнів школи ставився з повагою. Таке відношення до людей залишилось на все життя.
Той же вчитель Шарме згадує, що Салман ніколи не був зарозумілим:
|  | «Він ніколи не задавався ти фактом, що його батько - великий кінодраматург. Йому чужим було хвастатись, тримався просто. З ним була одна проблема-він бешкетник. На нього кричать, а йому хоч би що... Вивести його із себе було практично не можливо, він весь час зберігав спокій. Тому для мене завжди є шоком те, що преса таврує його зарозумілим» |

Майбутній актор в цей час захоплювався образотворчим мистецтвом, мав літературні задатки, грав у шкільному театрі та займався спортом. В сім'ї всі шанували спорт, а про Салмана батько згадує:
|  | «В шкільні роки Салман був добрим плавцем. Я думаю, якби він займався плаванням серйозніше, він міг би виступать за збірну країни.» |

Сам Салман пов'язував своє життя з кіно і той факт, коли він став працювати моделлю і його знаходили низькорослим, не охолодив запал. За словами батька:
|  | «Не думаю, що він коли-небудь уявляв для себе інший шлях. Він був оточений фільмами і «кіношниками» з першої хвилини свого народження, так що для нього було цілком природно мріяти про кар'єру кіноактора» |

## Акторська кар'єра

### Становлення кар'єри
Для того, щоб розпочати кар'єру актора Салман Кхан спочатку став асистентом режисера Шашіла Наїра, який знімав кінокартину «Небо», сценарій до якої написав батько Салім Кхан, що вклав душу у цю близьку до сімейної драми. У віці 23-х років Салман в 1988 році зіграв невелику роль в комедії Дж. К. Біхарі «Дружина» (англ. Biwi Ho To Aisi), яка не мала особливого успіху. Про це згадує Моніш Бехль, син легендарної актриси Нутан і сам актор:
|  | «Йому вдалось отримати місце в картині під назвою «Дружина», і він приступив до зйомок. Потім він якось зайшов до нас і попросив подивитись, що вийшло. Коли випробування залишились позаду, моя мама сказала: «Синку, від тебе не можна очей відвести в цьому фільмі». А я подумав: «Так, в цьому фільми, крім тебе, дивитись більше немає на що». |

Салман потрапив в таку ситуацію тому, що на відміну від представників дітей діячів кінобізнесу, ніколи не оголошував з порога чий він син і цією якістю його батько гордиться по цей день. Тим часом Салман відвідує тренировочні зали, займаючись бодібілдінгом, працюючи над собою.
Популярність прийшла до Салмана Кхана разом з його наступною роллю у фільмі «Я полюбив» (англ. Maine Pyar Kiya), що вийшов в прокат в 1989 році. На відміну від першого фільму актора, ця мелодрама мала великий успіх, а Салман Кхан, як виконавець головної ролі, був нагороджений за «найкращий дебют року», а також номінований на премію за «найкращу чоловічу роль». Своїм успіхом фільм, згодом названий англ. «All Time Blockbuster», був зобов'язаний чудовій акторській грі Салмана. Таким чином, актор проникнув у «вищу лігу» без іспитів.

### 90-ті роки

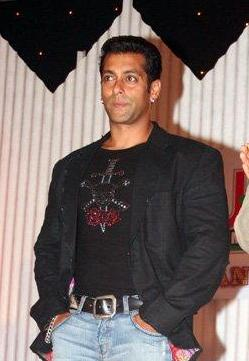
Салман Кхан

Розвинена індійська кіноіндустрія сприяла просуванню успіху талановитих акторів, тому Кхан в 1991 році зіграв одразу в п'яти картинах, серед яких була і головна роль в суперхіті Лоуренса Д'Соузи «У мріях про кохання» (англ. Saajan). Салман опинився в трійці найпопулярніших акторів 1991 року після Амітабха Баччана і Санджая Датта.
А в 1994 році в прокат вийшов успішний фільм Боллівуду 90-х років — мелодрама режисера Сураджі Барджатія «Хто я для тебе?» (англ. Hum Aapke Hain Koun?) з Салманом Ханом і Мадхур Дікшіт в головних ролях. Цей фільм і сьогодні має величезний успіх у публіки, він також класифікований як англ. All Time Blockbuster, і є другим за касовими зборами за всю історію Боллівуду (перше місце — за фільмом «Помста і закон» (англ. Sholay)).
У 1995 році Хан зіграв роль кікбоксера в картині Ракеш Рошана «Каран та Арджун» (англ. Karan Arjun), роль принесла номінацію на премію за «найкращу чоловічу роль». За роль другого плану у фільмі Карана Джохара «Все в житті буває» (англ. Kuch Kuch Hota Hai), і теж названого англ. All Time Blockbuster, Салман нагороджений в 1998 році премією «Filmfare Award».
У 1999-му виходять «Нас не розлучити» англ. (Hum Saath-Saath Hain: We Stand United) Сураджі Барджатія, «Дружина №.1» (англ. Biwi №.1) Давида Дхавана і «Навіки твоя» (англ. Hum Dil De Chuke Sanam) Санджая Ліли Бхансалі. Після трьох цих ролей Салман Хан стає найпопулярнішим актором року.
У фільмі «Дружина №. 1» Салману дісталась роль чоловіка, крутячи голови героїням Карішми Капур і Сумшити Сен. Розриваючись між двома жінками, у відчаї налагодить стосунки, актор доводить глядачів до сміховинної істерики.}}
Серед фільмів 90-х років — «Любов без пам'яті» (англ. Ek Ladka Ek Ladki) Віджая Саду, «Світ музики» (англ. Khamoshi: The Musical) Санджая Ліли Бхансалі, «Безтурботні близнюки» (англ. Judwaa) Давида Дхавана, де актор зіграв одразу двох персонажів і безліч інших.. Салман отримує прізвисько: «машина по стоворенню хітів»
В інтерв'ю газеті «Бомбей Таймс» Актор підвів підсумки акторській майстерності:
|  | «В моєму випадку гра йде прямо з серця. В цьому смислі я взагалі не граю. Я виходжу з того, щоб відчути біль персонажа, я повинен залишатись собою. Глядачі це відчувають. Ось тому я дбайливо відношусь до того, що роблю на екрані» |

### Вершина слави
У фільмі 2003 року в «Все віддаю тобі» (англ. Tere Naam) режисера Сатіша, Салман Кхан зіграв одну з найкращих своїх ролей, а в 2004 вийшов дещо нестандартний для індійського кіно фільм — «Не все втрачено» (англ. Phir Milenge) режисера Ревата, картина розповіла про ставлення суспільства до хворих на СНІД та ВІЛ-інфікованих. У тому ж 2004-му вийшла комедія «Виходь за мене заміж» (англ. Mujhse Shaadi Karogi) Давида Дхавана.
До 2009 року актор Салман Кхан зіграв у кіно майже вісімдесят ролей, серед яких — тільки значні, або великі. Його популярність на батьківщині, а також серед любителів індійського кіно по всьому світу надзвичайно велика, а його акторській популярності серед режисерів і продюсерів позаздрила б будь-яка голлівудська знаменитість.

## Особисте життя
Салмана Кхана нагороджують різними епітетами — то він вже дуже поганий хлопець Боллівуда, боллівудський плейбой, то людина з золотим серцем. Салман Кхан вважається справжнім ловеласом Болівуду, хоча є актори й молодші, ніж він. У нього на рахунку чимало романів, але всі вони були невдалі і актор досі не одружений.
Першим його коханням стала Шахін Джаффі, коли він ще був юнаком і всі вважали, що Салман був би щасливим в цьому шлюбі все життя. Салману було 19 років, коли він захопився Шахін, яка спочатку насторожено віднеслась до залицянь, а потім піддалась його умовлянням. Здавалось, йшло до весілля, та на заваді стала Сангіта Біджавлані. Спочатку Салману здавалось, що їх пов'язують лише дружні стосунки, але згодом почав відчувати інші почуття до цієї, старшої за нього, жінки. Шахін без зайвих емоцій сприйняла цей вчинок Салмала і він тільки згодом оцінить це, маючи справу з протилежним типом жіночої поведінки. Всі почали розмовляти про те, що тепер Салман одружиться зі Сангітою, але після 6 років стосунків, коли родина вже прийняла Сангіту, їхні стосунки дали тріщину. Далось в знаки й те, що Салман в цей період, мав стосунки з іншими жінками, серед них — відомі Зеба Бахтіяр, Ніла та Аніта Аюб.
Ці плітки Сангіта відкидала:
|  | «...В одне вухо впускала, в інше-випускала. І тільки тому, що хотіла вірить Салману....» |

Вони розлучились у 1994 році після того, як офіційно було назначено дату їхнього весілля, і Сангіті потрібно було чотири довгих місяці, щоб вона змогла забути Салмана і той випадок, коли вона його застала з Сомі Алі.
Салман, дійсно, захопився акторкою Сомі Алі. Батьки Сомі не схвалювали їхні стосунки і Салману, який досягнув вершини акторської слави, довелось приходити до коханої не через двері, а по водостічні трубі. Родина Салмана, навпаки, як і колись Сангіту, прийняла добре і Сомі робила все для того, щоб бути з коханим. Навіть побрила голову для того, щоб біти схожою на Демі Мур, тому що Сайману подобався голлівудський стиль акторки. Вони жили разом, але Салман не поспішав узаконити шлюб, коли в цей час Абраз готувався одружитись на Малаїці Арорі. Після того, як Сомі наважилась заявити про узаконення шлюбу, між ними виникла суперечка і Сомі залишила квартиру, де вони проживали разом.
Це не заставило Салмана повертати її, він закохався в красуню, Міс Світу — 1994, Айшварію Рай.
Найбільше популярності Салману приніс роман з першою красунею Індії, Міс Світу Айшварія Рай. Вони познайомилися на зйомках фільму Санджая Ліли Бхансалі «Навіки твоя» і почали зустрічатися. Скоро Айшварія привернула до себе всіх друзів Салмана і ті називали її «бабі» (дружина брата). Салману здалось, що прийшов час одружитись, він скликав всіх друзів до себе додому, сказавши, що має наміри повідомити щось важливе. Друзі зрозуміли, що пара закоханих хоче повідомити їх про заручини, тому зібрались в повному складі за розкішним столом, почекавши до ранку, розійшлись: ні Салман, на Айшварія не прийшли. Стало зрозумілим, що хтось із них злякався і не важко було здогадатись хто саме.
Молоді люди пристрасно любили один одного, але ставало очевидним, що нічим хорошим це не закінчиться: Салман дуже ревнував Айшварію. Варто було йому хоч трохи засумніватися в її вірності, як він мчав до її будинку і влаштовував скандал. Розповідають, що якось він навіть стріляв у її двері, коли вона йому не відкрила. Все це вважалося лише чутками, поки Айшварія не з'явилася з синцями, а потім написала на свого бойфренда заяву в поліцію. Актриса розповіла, що Салман увірвався до неї в будинок, погрожував і бив меблі. Найбільше Салман ревнував Айш до партнерів. Одного разу він примчав на знімальний майданчик фільму «Лід на душі», де Айш знімалася з Абхішеком Баччаном, і накинувся на неї з кулаками. Тільки з вини Салмана Айш втратила роль в дуже успішній картині «Дорогами кохання», оскільки Салман приревнував її до Шахрукх Кхана.
Шахрукхові набридли нескінченні зриви Салмана і він, будучи ще й продюсером, замінив Айшварію на Рані Мукхерджі. Це стало останньою краплею і у 2002 році Айшварія порвала з Салманом всякі відносини, що спричинило його бунт, він мстив Айшварії і її новому коханому — акторові Вівеці Оберою. Салман довго не виносив, коли хтось просто згадував ім'я Айшварії. Відомо, як він намагався побитися в нічному клубі з сином Ріші Капура Ранбіром. Ранбір, намагаючись привернути увагу однієї дівчини, кинув їй услід: «Яка красуня! Вилита Айшварія Рай», Салмана розлютив легковажний тон Ранбіра, і його другу Санджай Дату довелося докласти чимало зусиль, щоб приборкати актора.
Поступово Салман заспокоївся. Він вибачився перед Шахрукх і Ранбіром і поринув у роботу, кар'єра знову пішла на лад, його фільми регулярно ставали хітами: 2002 — «Єдина», 2003 — «Любов і зрада», 2005 — «У вирі неприємностей», «Як я полюбив». Партнерка з останнього фільму — молода актриса Катріна Каїф — стала новою дівчиною Салмана, її не злякала його репутація і двадцятирічна різниця у віці. З тих пір вони не розлучалися, і Салман спокійно переніс весілля Айшварії Рай з Абхішеко Баччаном. Більш того, з недавніх пір Салман і Абхішек називають себе найкращими друзями.
Крім цього, у 90-х — початку 2000-х років Салман Кхан виявився у центрі відразу кількох скандальних історій, що закріпило за ним славу «поганого хлопця» (Bad Boy № 2; прізвисько Bad Boy № 1 вже закріпилося за одним популярним індійським актором — Санджаєм Даттом). Скандали ці безпосередньо пов'язані з фінансуванням картини «Чужа дитина», до створення якої було залучено індійське мафіозне угрупування. Наслідком стала відмова ряду кінотеатрів в прокаті картини і посилене патрулювання під час прокату в інших кінотеатрах. Задіяних у створенні фільму осіб, в тому числі і Салмана Кхана, неодноразово викликали на допит в поліцію.
Найскандальнішою історією став інцидент 2002 року, коли Салман наїхав джипом на бездомних, які спали поблизу булочної. В результаті цього троє бездомних були тяжко поранені, а один загинув. Повідомлялось, що актор був у нетверезому стані. Актора звинуватили в злісному вбивстві. 7 жовтня актор явився в суд, де йому винесли звинувачення в здійснені ненавмисного вбивства і зобов'язали виплатити компенсацію сім'ям постраждалих. Проте, після року тяганини і судів, суд змінив вирок: «необережна їзда і прояв халатності за кермом» і звільнив його від звинувачення в здійснені ненавмисного вбивства.
Образ «поганого хлопця» охоче роздувається пресою, однак зовсім не применшує популярності актора, якої вистачило на те, що в 2007 році Салман Хан став в результаті інтернет-опитування моделлю для створення воскової фігури для Музею Мадам Тюссо в Лондоні. Презентація воскової фігури відбулася 15 січня 2008 році, проти установки якої активно заперечував муфтій Дарул Іфта Салім Ахмад Касмі. Крім того, в 2007 році за «Видатний внесок у розвиток індійського кінематографа» Салман Кхан був нагороджений Премією Раджива Ганді. В даний час актор проживає в Бомбеї. Нині Салман є найвисокооплачуваною зіркою Боллівуду.

## Благодійна діяльність
Робота Салмала була помічена на міжнародному рівні і в кінофільмі «англ. Phir Milenge» (2004), де він грав роль хворого на СНІД. Акторська гра отримала високу оцінку з боку Всесвітньої Організації Охорони Здоров'я (ВООЗ), як та, що розкриває проблеми хворого на СНІД в сучасному світі. У 2007 році, він започаткував Фонд Салмана Кхана «Буття Людини». Ця благодійна організація опікується проблемами СНІДу серед соціально вразливих верств населення в таких областях, як освіта та охорона здоров'я. Основою фонду є виручка від продажу наручних годинників, які він розробив, власних картин, футболок із його зображенням.

## Уподобання
- Найкращі друзі: — Санджай Датт, колишня подруга Сангіти Буджлані, пізніше вийшла заміж за крікетера Азхерудіна;, актор Шахрукх Кхан і «Міс Всесвіт» Сушміта
- Захоплюється: батьком і мамою
- Актриса з якою любить працювати: Карішма Капур
- Улюблений одяг: джинси із сорочками та футболками. Рідко носить офіційний одяг. Одяг купляє в лондонських магазинах, а найчастіше — в Сінгапурі. Носить одяг кутюр'є англ. Giorgio Armani і англ. Gianni Versace.
- Улюблені модельєри: Джорджо Армані і Джанні Версаче.
- Улюблений книжковий персонаж: Арчі Гудвін
- Найбільше досягнення: народження в своїй сім'ї
- Характер: Примхливий і непередбачуваний. Може бути дбайливим, бережливим і також легко може стати дратівливою дитиною, уміє любити . Може бути дуже наполегливим, коли з'явиться бажання.
- Переваги: займається благодійністю, є донором крові
- Хобі: фотографувати
- Колишні подруги: Сангіта Біджлані, Сомі Алі, Нілам, Айшварія Рай, Катріна Каїф
- Улюблений актор: Сильвестр Сталлоне
- Улюблене місто: Лондон
- Нещастя: неврівноважена психіка і, як наслідок, постійні проблеми з законом
- Досягнення: представляв Індію на міжнародному змаганні з плавання; на 7-й позиції увійшов в десятку найстильніших чоловіків за версією журналу HELLO
- Перший фільм: «Дружина» / англ. Biwi Ho To Aisi / 1988 рік
- Перший хіт: англ. Maine Pyar Kiya / «Я полюбив» / 1989 рік[20]
- Любить дорогі автомобілі такі, як BMW, Mercedes-Benz, Toyota Land Cruiser, має кілька з них, включаючи самі останні моделі. Його список включає BMW M5, BMW X6, BMW 5 Серії, Audi A8, Range Rover Vogue, Lexus LX470, Toyota Land Cruiser, Audi Q7 і т. д. Він також любить розкішні мотоцикли і має гарну їх колекцію.
- Протягом останніх 15 років носить браслет із Feroza (бірюзовим) каменем на правому зап'ясті, вважаючи, що це оберігає від злих сил.
- Салман є відмінним художником.[19]

## Хіти року
(За даними boxofficeindia.com [Архівовано 24 жовтня 2006 у Wayback Machine.], в дужках вказано місце в п'ятірці хітів року)
- 1989: «Я полюбив» (1)
- 1991: «Мій улюблений» (1), «Обдурений коханий» (5)
- 1994: «Хто я для тебе?» (1)
- 1995: «Каран та Арджун» (2)
- 1996: «Любов злочинця» (4)
- 1998: «Все в житті буває» (1), «Не треба боятися любові» (3), «Справжні цінності» (5)
- 1999: "Дружина № 1 "(1), " Нас не розлучити "(3), " Навіки твоя "(4)
- 2002: «Єдина» (3)
- 2003: «Любов і зрада» (3)
- 2005: «У вирі неприємностей» (1), «Як я полюбив» (5)
- 2007: «Коли одного життя мало» (1), «Партнер» (3)
- 2009: англ. «Wanted» (2), англ. «Ajab Prem Ki Ghazab Kahani» (4)
- 2010: англ. «Dabangg» (1)

## Нагороди
- 1990: Filmfare Award за найкращий дебют у фільмі «Я полюбив» / англ. Maine Pyar Kiya
- 1999: Filmfare Award як найкращий виконавець ролі другого плану у фільмі «Все в житті буває» / англ. Kuch Kuch Hota Hai
- 2002: Z-Gold Bollywood Award як найкращий виконавець головної ролі у фільмі «Чужа дитина» / англ. Chori Chori Chupke Chupke
- 2007: Премія Раджива Ганді (англ. Rajiv Gandhi Award)
- 2008: Найкращий телеведучий (Best Anchor, телепередача: англ. Dus Ka Dum)
- 2008: Apsara Award 2008 Best Jodi (спільно з Говінда)
- 2009: Найкращий телеведучий (Best Anchor, телепередача: англ. Dus Ka Dum)

## Фільмографія
1. 1988: Дружина / Biwi Ho To Aisi
2. 1989: Я полюбив / Maine Pyar Kiya
3. 1990: Революціонер / Baaghi: A Rebel for Love
4. 1991: Любов / Love
5. 1991: Мій улюблений / Saajan
6. 1991: Улюблена / Kurbaan
7. 1991: Обманутий коханий / Sanam Bewafa
8. 1991: Квіти з каменю / Patthar Ke Phool
9. 1992: Рішучість / Nishchaiy
10. 1992: Любов без пам'яті / Ek Ladka Ek Ladki
11. 1992: Сурьяванші / Suryavanshi
12. 1993: Чандра Мукхі / Chandra Mukhi
13. 1993: Серце належить тобі / Dil Tera Aashiq
14. 1993: Пробудження / Jaagruti
15. 1994: Місяцеподібна / Chaand Kaa Tukdaa
16. 1994: Одружитися з дочкою мільйонера / Andaz Apna Apna
17. 1994: Коханий з кам'яним серцем / Sangdil Sanam
18. 1994: Хто я для тебе? / Hum Aapke Hain Koun …!
19. 1995: Героїчний кінець / Veergati
20. 1995: Каран та Арджун / Karan Arjun
21. 1996: Ворог любові / Любов і ненависть / Dushman Duniya Ka
22. 1996: Любов злочинця / Jeet
23. 1996: Світ музики / Khamoshi: The Musical
24. 1996: У центрі подій / Majhdhaar
25. 1997: Муки кохання / Deewana Mastana
26. 1997: Зброя / Auzaar
27. 1997: Десять / Dus (незавершений; )
28. 1997: Безтурботні близнюки / Judwaa
29. 1998: Все в житті буває / Kuch Kuch Hota Hai
30. 1998: Справжні цінності / Bandhan
31. 1998: Тримай голову високо / Sar Utha Ke Jiyo
32. 1998: Коли закохуєшся / Jab Pyaar Kisise Hota Hai
33. 1998: Не треба боятися любові / Pyaar Kiya To Darna Kya
34. 1999: Навіки твоя / Hum Dil De Chuke Sanam
35. 1999: Привіт від брата-невидимки / Hello Brother
36. 1999: Дружина No. 1 / Biwi No. 1
37. 1999: Танцівниця «Блакитний Місяця» / Нерозділене кохання / Jaanam Samjha Karo
38. 1999: Нас не розлучити / Hum Saath-Saath Hain: We Stand United
39. 1999: Тільки ти / Sirf Tum
40. 2000: Тільки б не закохатися / Kahin Pyaar Na Ho Jaaye
41. 2000: Кілька слів про любов / Dhaai Akshar Prem Ke
42. 2000: Кожне любляче серце / Har Dil Jo Pyar Karega …
43. 2000: Брати-суперники / Chal Mere Bhai
44. 2000: З коханою під вінець / Dulhan Hum Le Jayenge
45. 2001: Чужа дитина / Chori Chori Chupke Chupke
46. 2002: Поїздка до Лондона / Yeh Hai Jalwa
47. 2002: Єдина / Hum Tumhare Hain Sanam
48. 2002: Повернення в минуле / Tumko Na Bhool Paayenge
49. 2003: Любов і зрада / Baghban
50. 2003: Все віддаю тобі / Tere Naam
51. 2003: Stumped
52. 2003: Кохання у Нью-Йорку / Love at Times Square
53. 2004: Серце, не перестає битися / Dil Ne Jise Apna Kaha
54. 2004: Не все втрачено / Phir Milenge
55. 2004: Давай одружимось / Mujhse Shaadi Karogi
56. 2004: Честь / Garv: Pride and Honour
57. 2005: Сумна історія кохання / Kyon Ki
58. 2005: У вирі неприємностей / No Entry
59. 2005: Як я полюбив / Maine Pyar Kyun Kiya?
60. 2005: Лакі. Не час для кохання / Lucky: No Time for Love
61. 2006: Передбачення / Saawan: The Love Season
62. 2006: Після весілля / Shaadi Karke Phas Gaya Yaar
63. 2006: Моя кохана / Jaan-E-Mann
64. 2006: Батько / Baabul
65. 2007: Здрастуй, любов! / Salaam-e-Ishq: A Tribute to Love
66. 2007: Партнер / Partner
67. 2007: Маріголд: Подорож в Індію / Marigold: An Adventure In India
68. 2007: Кохана / Saawariya
69. 2007: Коли одного життя мало / Om Shanti Om
70. 2008: О Боже, ти великий! / God Tussi Great Ho
71. 2008: Спадкоємці / Yuvraaj
72. 2008: Алло, колл-центр слухає! / Hello …
73. 2008: Герої / Heroes
74. 2009: Особливо небезпечний / Wanted
75. 2009: Містер і місіс Кханна / Main Aur Mrs Khanna
76. 2009: Лондонські мрії / London Dreams
77. 2009: Ajab Prem Ki Ghazab Kahani
78. 2010: Вір / Veer
79. 2010: Безстрашний / Dabangg
80. 2011: Ready
81. 2011: Охоронець / Bodyguard
82. 2011: Tell Me O Kkhuda
83. 2012: Ek Tha Tiger (у процесі підготовки до виробництва)
84. 2012: Sher Khan (у процесі підготовки до виробництва)